# NGC 7673
| Galáxia espiral NGC 7673 |                                                               |
|                          |                                                               |
| Dados do catálogo:       |                                                               |
| Classificação do objeto: | Sc                                                            |
| Brilho superficial       | 12,8                                                          |
| Massa (Sol=1)            | ----                                                          |
| Outras denominações:     | UGC 12607, MCG+04-55-014, Mrk 325, GC 6201, CGCG 476.042, etc |

NGC 7673 é uma galáxia espiral localizada a cerca de cento e cinquenta milhões de anos-luz (aproximadamente 45,98 megaparsecs) de distância na direção da constelação de Pégaso. Possui uma magnitude aparente de 12,5, uma declinação de +23º 35' 21" e uma ascensão reta de 23 horas, 27 minutos e 41,1 segundos.
Trata-se de uma galáxia ativa e compacta com forte atividade de formação estelar.